# U195 (潜水艦)
U-195は、第二次世界大戦時のドイツ海軍（独: Kriegsmarine）の潜水艦（Uボート）。IXD1型。
U-195は1943年10月から1944年4月にかけて、魚雷発射管が撤去され貨物室として252tの貨物を積載できるよう改造され、補給潜水艦となった。IXD1型はU-180及びこのU-195の2隻が建造され、当初は6基の魚雷艇用ディーゼルエンジンで推進軸2軸の構成を試みたが、過熱を引き起こすなどの問題があって、2基の2,200hp MAN製ディーゼルエンジン2基に換装された。U-180は1944年に日本へ向けての航海に出発する途中ビスケー湾で失われた。
ナチス・ドイツ降伏後は大日本帝国海軍に接収され、伊号第五百六潜水艦（いごうだいごひゃくろくせんすいかん）となった。

## 艦歴
U195は1941年5月15日にブレーメンのAG・ヴェーザー社で起工され、1942年4月8日に進水し、1942年9月5日にハインツ・ブッフホルツ少佐を艦長として就役した。

### 第1次哨戒
U-195はキールを1943年3月20日に出発し南アフリカ連邦沖の海域へ行き、そこまでで2隻を沈め、1隻に損傷を与えた
- 4月11日、北緯28度52分 西経26度30分 / 北緯28.867度 西経26.500度のカナリア諸島ラス・パルマス・デ・グラン・カナリア西方475マイル(760km)地点付近で米リバティ船ジェームズ・W・デンヴァー（James W. Denver、7,200トン）を発見。ジェームズ・W・デンヴァーはニューヨークからカサブランカへ向かう輸送船団UGS-7に参加中、機関過熱により後落したもので、砂糖、酸、小麦粉、航空機部品、車両及びブルドーザー、計6,000トンを積んでいて、甲板上にはさらに12機のP-38 ライトニングを積んでいた。U-195は魚雷3本を発射し、うち1本が右舷2番船倉と3番船倉の間に命中。ジェームズ・W・デンヴァーは航行不能となり、右舷に傾斜。船首が水中に沈み、推進器が海上に出た。乗員42名、武装護衛隊員26名、乗客1名は5艘の救命ボートで脱出した。翌12日0120にジェームズ・W・デンヴァーは沈没した[5]。
- 5月6日、南緯15度00分 西経7度00分 / 南緯15.000度 西経7.000度のアセンション島南東125マイル(200km)地点付近で単独航行中の米リバティ船サミュエル・ジョーダン・カークウッド（Samuel Jordan Kirkwood、7,191トン）を発見。サミュエル・ジョーダン・カークウッドは空船でケープタウンからバイーアに向かっていた。U195は魚雷2本を発射したが、相手が12ノットでジグザグ航行していたため命中しなかった。U195はサミュエル・ジョーダン・カークウッドを追跡し、20時間後の翌7日0137に魚雷1本を発射。魚雷はサミュエル・ジョーダン・カークウッドの左舷5番船倉直後に命中。爆発により6m(20フィート)の穴が開き、変速機と推進軸が破壊され、船尾砲座が倒壊した。乗員42名、武装護衛隊員25名、乗客4名は4艘の救命ボートと1艘の救命いかだで脱出した。0352、U-195は放棄された後のサミュエル・ジョーダン・カークウッドへ魚雷を発射。魚雷が命中した同船は沈没した[6]。
- 5月12日0313、南緯23度21分 西経1度22分 / 南緯23.350度 西経1.367度の地点で、U-195は単独航行中の米C1型貨物船ケープ・ネディック（Cape Neddick、6,797トン）を発見した。ケープ・ネディックはダーバンからスエズに向かっており、食糧、弾薬、航空機部品、ジープ、戦車20両、計7,100トンを積んでいて、甲板上にはさらに機関車が積まれていた。U-195は魚雷2本を発射。1本は3番船倉後方に命中したが不発。もう1本は2番船倉に命中し縦7.6m（25フィート）横9.1m（30フィート）の穴を開けた。その最中に、乗船していた武装護衛隊員は100mm（4インチ）、76mm（3インチ）砲及び20mm機関砲でU-195へ向けて砲撃した。やがて、船首から沈み始め、甲板が波に洗われるようになったため、乗員51名、武装護衛隊員25名は2艘の救命ボートと3艘の救命いかだで船を離れた。その後、沈まなかったケープ・ネディックの船長と乗員6名により航行を開始。その時U-195は魚雷1本を発射したが、魚雷はケープ・ネディックの前方を通過した。そのため、砲座から砲弾3発がU-195の方向に向け発射された。15時間後、ケープ・ネディックは現場へ戻り救命ボート、救命いかだに乗った者たちを救助し、16日に南アフリカのウォルビスベイに無事到着した[7]。U-195は126日間の哨戒の後、7月23日ボルドーに帰還した[8]。

### 第2次哨戒
フリードリヒ・スタインフェルト中尉の指揮でU-195は1944年8月24日にボルドーを出港し127日後の12月28日にバタヴィアに到着した。

### 第3次哨戒
U-195の最後の哨戒は、他のUボートがインド洋での任務を終了しヨーロッパへ帰還するために必要な補給を行なうものであった。U-195は1945年1月19日にバタヴィアを出港しマダガスカル南方のインド洋へ向かった。そこでモンスーン戦隊に属するUボートに対し給油を行ない、3月4日にバタヴィアへ帰還した。その後3月5日にバタヴィアを出港し、3月7日にスラバヤへ移動した。

### 日本海軍による接収
1945年（昭和20年）5月8日にドイツが降伏した後、U-195は日本海軍に接収されて第102工作部で整備され、7月15日に艦籍に入って伊号第五百六潜水艦となり、第二南遣艦隊に編入された。
艦長以下日本人乗員は人員不足により配置されず、運用は元の乗員であったドイツ海軍将兵が当たった。入籍が戦争末期であったために特に活躍することなく、スラバヤで終戦を迎える。9月、インドネシア人民治安軍に接収されたが、すぐにイギリス軍により奪還された。11月30日除籍。1946年（昭和21年）2月16日、南緯06度50分 東経114度42分 / 南緯6.833度 東経114.700度のバリ海でイギリス軍により海没処分された。
撃沈隻数は2隻、計14,391トンにのぼる。また、商船1隻、6,797トンに損傷を与えた。